# Cane Savannah
Cane Savannah es un lugar designado por el censo ubicado en el condado de Sumter, en el estado estadounidense de Carolina del Sur. La localidad en el año 2000 tiene una población de 1.452 habitantes en una superficie de 11 km², con una densidad poblacional de 133.7 personas por km². 

## Geografía
Cane Savannah se encuentra ubicado en las coordenadas 33°53′32″N 80°26′14″O / 33.89222, -80.43722. Según la Oficina del Censo, el pueblo tiene un área total de 11 km² (4,2 mi²), de la cual 10,9 km² (4,2 mi²) es tierra y 0,2 km² (0,1 mi²) (1.64%) es agua.

### Localidades adyacentes
El siguiente diagrama muestra a las localidades en un radio de 12 kilómetros (7,5 mi) de Cane Savannah.

## Demografía
En el 2000 la renta per cápita promedia del hogar era de $41.607, y el ingreso promedio para una familia era de $42.197. El ingreso per cápita para la localidad era de $14.529. En 2000 los hombres tenían un ingreso per cápita de $27.540 contra $21.049 para las mujeres. Alrededor del 12.80% de la población estaba bajo el umbral de pobreza nacional. 